# Dimítris Pélkas
Dimítrios « Dimítris » Pélkas (en grec moderne : Δημήτριος «Δημήτρης» Πέλκας), né le 26 octobre 1993 à Giannitsá, est un footballeur international grec qui évolue au poste de milieu offensif au PAOK Salonique.

## Biographie

### Carrière en club
Le 5 octobre 2020, Pélkas rejoint le Fenerbahçe pour trois ans plus une année en option et un transfert d'environ 1,6 million d'euros, le PAOK maintenant un intéressement de 20 % sur une potentielle revente,.
Il fait ses débuts avec le club stambouliote le 18 octobre 2020, marquant pour son premier match en Turquie et offrant ainsi aux siens la victoire 3-2 à l'extérieur, contre le Göztepe SK.

### Carrière en sélection
Pélkas est convoqué une première fois en équipe de Grèce par Kostas Tsanas (en) — alors sélectionneur grec en intérim — le 2 octobre 2015, pour des matchs de qualifications à l'Euro 2016. Il fait ses débuts en sélection le 7 octobre 2015 entrant en jeu lors du match contre l'Irlande du Nord.

## Palmarès
| PAOK Salonique - Championnat de Grèce de football - Champion en 2018-2019 - Coupe de Grèce de football - Vainqueur en 2017, 2018 et 2019. |